# Hasaki Ya Suda
Hasaki Ya Suda  es una película del año 2010.

## Sinopsis
Año 2100, más o menos. El calentamiento global ha causado sequías atroces que han dado lugar a hambrunas y conflictos. Las primeras víctimas del cambio climático son los pueblos del sur, obligados a abandonar sus países y emigrar hacia el norte. Un éxodo masivo que trastorna el orden mundial. La tierra se ha convertido en inmenso páramo. Desamparados y sin referencias, a los escasos supervivientes solo les queda recuperar los ritos ancestrales. Se forman clanes que se enfrentan para hacerse con los últimos reductos fértiles.